# ГЕС Улуабат
ГЕС Улуабат – гідроелектростанція на північному заході Туреччини. Використовує деривацію ресурсу із річки Orhaneli Çayı, правого витоку Мустафакемальпаша-Чай, котра через озеро Улуабат та коротку протоку дренується праворуч до Capraz Cayi (впадає до Мармурового моря за чотири десятки кілометрів на північний захід від Бурси).
В межах проекту річку перекрили кам’яно-накидною греблею Çınarcık висотою 125 метрів (від фундаменту, висота від дна річки – 123 метрів), довжиною 319 метрів та товщиною по гребеню 12 метрів, яка потребувала 5,7 млн м3 матеріалу. На час будівництва воду відвели за допомогою тунелю довжиною 0,56 км з діаметром 6 метрів. Гребля утримує водосховище з площею поверхні 10,1 км2 та об’ємом 373 млн м3 (корисний об’єм 187 млн м3), в якому припустиме коливання рівня у операційному режимі між позначками 305 та 330 метрів НРМ.
Зі сховища на північ у напрямку озера Улуабат прокладено дериваційний тунель довжиною 11,5 км з діаметром 4 метри. По завершенні він переходить у напірний водовід до наземного машинного залу довжиною 1,15 км з діаметром 3,2 метра, який розгалужується на два з діаметрами по 1,5 метра. В системі також працює запобіжний балансувальний резервуару із верхньою камерою висотою 40 метрів з діаметром 13 метрів.
Основне обладнання станції становлять дві турбіни типу Френсіс потужністю по 50 МВт, які при напорі у 322 метри повинні забезпечувати виробництво 372 млн кВт-год електроенергії на рік. 
Відпрацьована вода по каналу довжиною 1 км відводиться до озера Улуабат. Можливо відзначити, що при загальній довжині дериваційної траси між водосховищем та озером менше від 14 км відстань між цими точками по природному шляху дренажу становить біля 75 км.
Видача продукції відбувається по ЛЕП, розрахованій на роботу під напругою 154 кВ.
Окрім виробництва електроенергії комплекс забезпечує зрошення 6 тисяч гектарів земель.